# Live in Warsaw 2012
Live in Warsaw 2012 – drugi album koncertowy warszawskiej grupy hip-hopowej Molesta Ewenement. Wydawnictwo ukazało się 15 grudnia 2012 roku nakładem wytwórni muzycznej Fonografika.

## Lista utworów
1. Intro - Beat Kickers Live
2. Powrót
3. Ty Wież Że
4. Tak Miało Być
5. Nie Wiem Jak Ty
6. Nikt I NIc
7. Inspiracje
8. Wszystko Wporzo
9. Muzyka Miasta
10. Słodkie Kłamstwa
11. Idź Swoją Drogą
12. Świat Da Się Lubić
13. Zobacz Co Się Dzieje Na Podwórku
14. Nowe Bloki
15. Inspiracje (DJ.B Remix)
16. Wierny Sobie
17. Wole Się Nastukać
18. Wiedziałem Że Tak Będzie
19. Szacunek